# Мадагаскар (поредица)
Вижте пояснителната страница за други значения на Мадагаскар.
„Мадагаскар“ е анимационна поредица, по идея на DreamWorks Animation и се разпространява от Paramount Pictures, началото на първата серия на филма "Мадагаскар". Поредицата се режисират от Ерик Дарнъл и Том Макграт.

## Герои и участие
| Герой         | Филм                                 | Съпътстващи дейности                                                             | Озвучен от         | Озвучен на български от           |
| ------------- | ------------------------------------ | -------------------------------------------------------------------------------- | ------------------ | --------------------------------- |
| Алекс         | Мадагаскар Мадагаскар 2 Мадагаскар 3 | Мадагскарските пингвини: Коледната лудория Веселият Мадагаскар Лудият Мадагаскар | Бен Стилър         | Анислав Лазаров Анатолий Божинов  |
| Марти         | Мадагаскар Мадагаскар 2 Мадагаскар 3 | Мадагскарските пингвини: Коледната лудория Веселият Мадагаскар Лудият Мадагаскар | Крис Рок           | Ненчо Балабанов Тодор Николов     |
| Глория        | Мадагаскар Мадагаскар 2 Мадагаскар 3 | Мадагскарските пингвини: Коледната лудория Веселият Мадагаскар Лудият Мадагаскар | Джейда Пинкет Смит | Здрава Каменова Петя Абаджиева    |
| Мелман        | Мадагаскар Мадагаскар 2 Мадагаскар 3 | Мадагскарските пингвини: Коледната лудория Веселият Мадагаскар Лудият Мадагаскар | Дейвид Шуимър      | Пламен Чернев                     |
| Крал Джулиън  | Мадагаскар Мадагаскар 2 Мадагаскар 3 | Веселият Мадагаскар Лудият Мадагаскар                                            | Саша Барън Коен    | Димитър Иванчев Кристиян Фоков    |
| Скипър        | Мадагаскар Мадагаскар 2 Мадагаскар 3 | Мадагскарските пингвини: Коледната лудория Веселият Мадагаскар Лудият Мадагаскар | Том Макграт        | Петър Върбанов Стефан Сърчаджиев  |
| Ковалски      | Мадагаскар Мадагаскар 2 Мадагаскар 3 | Мадагскарските пингвини: Коледната лудория Веселият Мадагаскар Лудият Мадагаскар | Крис Милър         | Николай Пърлев                    |
| Рико          | Мадагаскар Мадагаскар 2 Мадагаскар 3 | Мадагскарските пингвини: Коледната лудория Веселият Мадагаскар Лудият Мадагаскар | Джон Димажио       | Няма глас                         |
| Редник        | Мадагаскар Мадагаскар 2 Мадагаскар 3 | Мадагскарските пингвини: Коледната лудория Веселият Мадагаскар Лудият Мадагаскар | Кристофър Кнайтс   | Илия Иванов                       |
| Морт          | Мадагаскар Мадагаскар 2 Мадагаскар 3 | Веселият Мадагаскар Лудият Мадагаскар                                            | Анди Рихтър        | Георги Стоянов                    |
| Морис         | Мадагаскар Мадагаскар 2 Мадагаскар 3 | Веселият Мадагаскар Лудият Мадагаскар                                            | Седрик Шоумена     | Стефан Сърчаджиев Явор Караиванов |
| Мейсън        | Мадагаскар Мадагаскар 2 Мадагаскар 3 | Мадагскарските пингвини: Коледната лудория Веселият Мадагаскар Лудият Мадагаскар | Конрад Върнън      | Георги Стоянов                    |
| Зуба          | Мадагаскар 2                         | Споменава само                                                                   | Бърни Мак          | Петър Върбанов                    |
| Флори         | Мадагаскар 2                         | Споменава само                                                                   | Шери Шепърд        | Василка Сугарева                  |
| Макунга       | Мадагаскар 2                         | Споменава само                                                                   | Алек Болдуин       | Георги Тодоров                    |
| Мото Мото     | Мадагаскар 2                         | Споменава само                                                                   | Уил Ай Ем          | Георги Иванов                     |
| Джия          | Мадагаскар 3                         | Споменава само                                                                   | Джесика Частейн    | Мария Силвестър                   |
| Витали        | Мадагаскар 3                         | Споменава само                                                                   | Брайън Кренстън    | Веселин Калановски                |
| Стефано       | Мадагаскар 3                         | Споменава само                                                                   | Мартин Шорт        | Александър Воронов                |
| Бабата        | Мадагаскар Мадагаскар 2              | Мадагскарските пингвини: Коледната лудория                                       | Елиза Габриели     | Василка Сугарева                  |
| Капитан Дюбоа | Мадагаскар 3                         | Споменава само                                                                   | Франсис Макдорманд | Василка Сугарева                  |

## Мадагаскар(2005)
Мадагаскар (на английски: Madagascar) е американски анимационен филм от 2005 г. Неговите продължения са „Мадагаскар 2“ (2008) и „Мадагаскар 3“ (2012). Филмът излиза на екран от 27 май 2005 г.

## Синхронен дублаж

### Озвучаващи артисти
| Роля   | Изпълнител             |
| ------ | ---------------------- |
| Алекс  | Анислав Лазаров        |
| Марти  | Ненчо Балабанов        |
| Глория | Здрава Каменова        |
| Скипър | Петър Върбанов         |
| Мелман | Пламен Чернев          |
| Морис  | Стефан Сърчаджиев-Съра |

### Други гласове
| Веселин Калановски |
| Христо Чешмеджиев  |

### Екип
| Обработка           | Александра Аудио                     |
| ------------------- | ------------------------------------ |
| Режисьор на дублажа | Христо Чешмеджиев                    |
| Продуценти          | АЛЕКСАНДРАГРУП ХОЛДИНГ Васил Новаков |

## Мадагаскар 2(2008)
„Мадагаскар 2“ (на английски: Madagascar: Escape 2 Africa) е американски компютърно анимиран филм от 2008 година.

## Сюжет
Алекс лъвът, Марти зебрата, Мелман жирафът и Глория хипопотамът отново се опитват да се приберат у дома в Ню Йорк. Този път те се озовават в Африка. Там Алекс открива своето семейство.

## Синхронен дублаж

### Озвучаващи артисти
| Роля              | Изпълнител        |
| ----------------- | ----------------- |
| Алекс/Алакай      | Анатолий Божинов  |
| Марти             | Тодор Николов     |
| Мелман            | Пламен Чернев     |
| Глория            | Петя Абаджиева    |
| Скипър            | Стефан Сърчаджиев |
| Ковалски          | Николай Пърлев    |
| Редник            | Илия Иванов       |
| Зуба              | Петър Върбанов    |
| Флори / Бабата    | Василка Сугарева  |
| Крал Джулиън      | Кристиан Фоков    |
| Морис             | Явор Караиванов   |
| Макунга           | Георги Тодоров    |
| Мото Мото / Тийци | Георги Иванов     |

### Екип
| Обработка              | Александра Аудио |
| ---------------------- | ---------------- |
| Режисьор на дублажа    | Петър Върбанов   |
| Превод Адаптация       | Милена Иванова   |
| Тонрежисьор            | Пламен Чернев    |
| Изпълнителен продуцент | Васил Новаков    |

## Мадагаскар 3(2012)
„Мадагаскар 3“ (на английски: Madagascar 3: Europe's Most Wanted) е американски анимационен филм от DreamWorks с премиера на 8 юни 2012 г.

## Сюжет
Героите от Мадагаскар отново се опитват да се приберат у дома. Този път те се присъединяват към пътуващ цирк. Но по следите им е зла агентка за контрол на животни, която има други планове за тяхното бъдеще. Заедно към тях се присъединяват пингвините и лемурите(крал Джулиян, Морис и Морт).

## Персонажи
- Алекс е мъжки лъв роден в Африка и израснал в Ню Йорк. Лидерът на групата и добър танцьор. Той е висок кафеникав лъв и има сини очи. Влюбен е в Джиа. Озвучава се от Бен Стилър.
- Марти е мъжка зебра и най-добър приятел на Алекс. Той е оптимист който винаги гледа от позитивната страна. Марти e забавен и има зелени очи. Озвучава се от Крис Рок.
- Мелман е мъжки жираф. Винаги се притеснява за здравето си. Гадже на Глория. Той е най-високият в групата и има зелени очи. Озвучава се от Дейвид Шуимър.
- Глория е женски хипопотам и единствената жена от четиримата. Винаги пълна с енергия и радост. Гадже на Мелман. Глория може и да танцува. Тя е доста пълничка и има кафяви очи. Озвучава се от Джейда Пинкет Смит.
- Витали е мъжки тигър. Той е много силен и смел. Отначало когато дойдоха Алекс, Марти, Мелман и Глория той им няма доверие, но после стават добри приятели. Той е руснак. Озвучава се от Брайън Кранстън.
- Стефано е мъжки морски лъв. Стефано винаги гледа от позитивната страна на нещата, дори убеждава Алекс, че шоуто трябва да продължи. Той говори с италиански акцент. Озвучава се от Мартин Шорт.
- Джия е женски ягуар. Тя е винаги в търсене на нещо ново, затова винаги иска да научи нови неща. Тя носи синя огърлица и има големи кафяви очи. Любовната тръпка на Алекс. Говори с латиноамерикански акцент. Озвучава се от Джесика Частейн.

## Синхронен дублаж

### Озвучаващи артисти
| Роля         | Изпълнител         |
| ------------ | ------------------ |
| Алекс        | Анатолий Божинов   |
| Марти        | Тодор Николов      |
| Мелман       | Пламен Чернев      |
| Глория       | Петя Абаджиева     |
| Скипър       | Стефан Сърчаджиев  |
| Крал Джулиан | Кристиян Фоков     |
| Стефано      | Александър Воронов |
| Джиа         | Мария Силвестър    |
| Витали       | Веселин Калановски |
| Дюбоа        | Василка Сугарева   |
| Ковалски     | Николай Пърлев     |
| Редник       | Илия Иванов        |
| Морис        | Явор Караиванов    |
| Морт         | Георги Стоянов     |

### Екип
| Обработка              | Александра Аудио |
| ---------------------- | ---------------- |
| Режисьор на дублажа    | Петър Върбанов   |
| Превод и адаптация     | Христо Христов   |
| Тонрежисьор            | Пламен Чернев    |
| Изпълнителен продуцент | Васил Новаков    |